# Cynanchum kwangsiense
Cynanchum kwangsiense är en oleanderväxtart som beskrevs av Ying Tsiang och Zhang. Cynanchum kwangsiense ingår i släktet Cynanchum och familjen oleanderväxter. Inga underarter finns listade i Catalogue of Life.